# Tobias Capwell

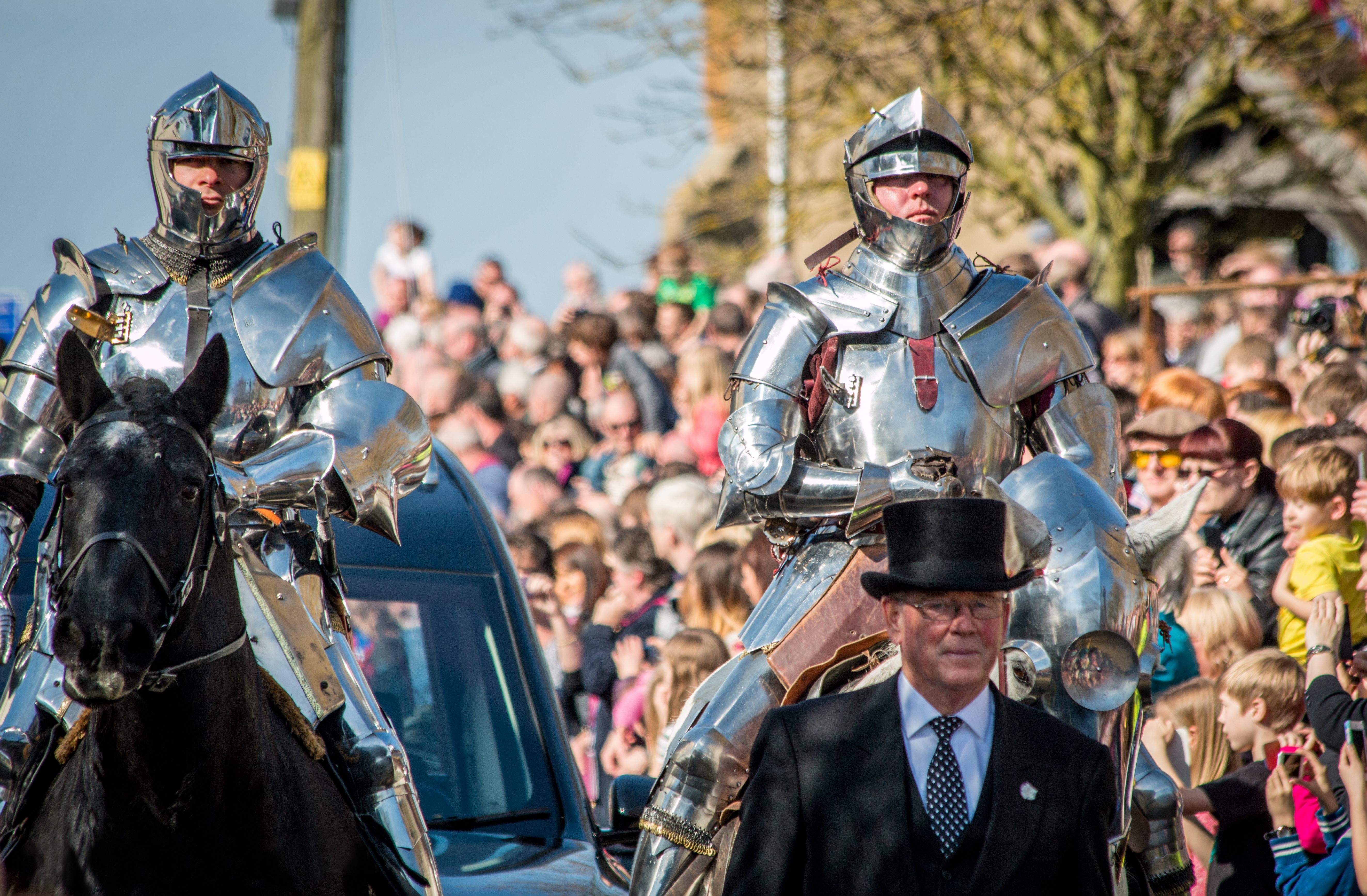
Tobias Capwell (links) bei der Umbettung von König Richard III.

Tobias Emanuel Capwell (* 1973 in Petaluma) ist ein amerikanischer Kunsthistoriker und Waffenhistoriker, der in London als Kurator der Waffensammlung in der Wallace Collection tätig war. Bekannt ist er für seine grundlegenden Arbeiten zu englischen Harnischen sowie als Sport-Tjoster.

## Leben
Capwell wuchs in den Vereinigten Staaten auf. Schon als Kind besuchte er mit seiner Großmutter die Waffensammlung des Metropolitan Museums. Hieraus entwickelte er als Jugendlicher ein besonderes Interesse für das 15. Jahrhundert. Mit 11 Jahren nahm er Reitunterricht, 1993 ritt er mit 20 Jahren seinen ersten Tjost. Seinen ersten Harnisch hatte er sich für eine Kostümfeier seiner Schule in Seattle beschafft.
1996 zog er Capwell nach England, um im Tjostteam der Royal Armouries tätig zu werden. Er gilt als einer der Begründer des modernen Tjostens sowie als einer der besten modernen Tjoster und hat zahlreiche Preise gewonnen.
2004 promovierte Capwell an der Universität Leeds zum englischen Harnischstil zwischen 1420 und 1500.
Capwell tritt auch als Experte in englischen Fernsehsendungen auf.

## Werk
Zu den wichtigsten Veröffentlichungen Capwells zählen mehrere Bücher zu englischen Harnischen und zum Plattnerhandwerk in Greenwich.
Einen weiteren Forschungsgegenstand Capwells bildet König Richard III. sowie die Suche nach seinem Grab. Bei der Umbettung des Königs im Jahre 2015 begleitete Capwell den Leichenzug als Ritter zu Pferd, was ein breites Medienecho hervorrief.

## Veröffentlichungen (Auswahl)
- Tobias Capwell, The English style. Armour and design in England 1420–1500. Dissertation Leeds 2004.
- Tobias Capwell, The real fighting stuff. Arms and armour at Glasgow Museums. Glasgow 2007.
- Tobias Capwell, The Wallace Collection: A Celebration of Arms and Armour at Hertford House. Mailand 2008.
- Tobias Capwell, Messer. Von den Anfängen bis zur Gegenwart. Fränkisch-Crumbach 2009. (englisch: The Worldwide Encyclopedia of Knives, Daggers and Bayonets, London 2009).
- Tobias Capwell (Hrsg.), The noble art of the sword: fashion and fencing in Renaissance Europe, 1520–1630. London 2012.
- Tobias Capwell, Armour of the English Knight 1400–1450. London 2015.
- Tobias Capwell, Arms and armour of the medieval joust. Leeds 2018.
- Tobias Capwell, Arms and Armour of the renaissance Joust. Leeds 2020.
- Tobias Capwell, Armour of the English Knight 1450–1500. London 2021.

## Fernsehsendungen
- Timewatch: The Greatest Knight (BBC2, 2008)
- Private Life of a Masterpiece: Caravaggio’s The Taking of Christ (BBC2, 2009)
- Metalworks: The Knight’s Tale (2012, BBC4)
- Richard III: The New Evidence (2014, C4)
- A Stitch in Time (2018, BBC4)